# Jan Notermans
Jan Notermans (Sittard, 29 juli 1932 – Sittard, 8 juni 2017) was een Nederlands voetballer, international en voetbaltrainer. Hij speelde voor Sittardse Boys, Sittardia en Fortuna '54 en kwam 25 keer uit voor het Nederlands elftal.

## Loopbaan

### Beginjaren
Hij begon op tienjarige leeftijd met voetbal bij Sittardse Boys. Zes jaar later debuteerde hij, als invaller op 31 oktober 1948, in het eerste elftal. Op zijn negentiende werd hij voor het eerst gekozen in het Limburgs elftal.
Hij speelde toen al voor Sittardia. Deze fusieclub ontstond in 1950 door de samenvoeging van Sittard en Sittardse Boys.

### Profvoetbal
Notermans was in de zomer van 1954 een van de eerste spelers die een contract tekende bij de nieuwe profclub Fortuna '54 dat uitkwam in de ‘wilde’ competitie van de NBVB. Hij was ook de enige speler van Sittardia die deze overstap maakte.
Hij voetbalde tien seizoenen onafgebroken voor Fortuna '54. Hij won met de club uit Geleen tweemaal de KNVB Beker. Na Cor van der Hart, die twaalf jaar bleef, was hij de speler met de langste staat van dienst. In 1964 keerde hij op 32-jarige leeftijd terug naar zijn oude club Sittardia. Twee jaar later beëindigde hij zijn voetballoopbaan en begon aan een trainerscarrière.

### Nederlands elftal
Hij maakte als 24-jarige zijn debuut in het Nederlands elftal. Vier jaar lang was hij een vaste waarde op het middenveld en speelde 25 interlands. Zijn debuutwedstrijd was op 14 maart 1956 op bezoek bij regerend wereldkampioen West-Duitsland in het Rheinstadion in Düsseldorf. Nederland won de vriendschappelijke ontmoeting met 1-2 door twee treffers van Abe Lenstra. Fortuna '54 was met vier internationals de hofleverancier. Naast Notermans stonden ook Bram Appel, Cor van der Hart en keeper Frans de Munck in de basis. 
Zijn laatste interland speelde hij op 29 juni 1960.

### Trainer
Na zijn voetballoopbaan had Notermans een kapperszaak en werd trainer. Hij behaalde in Duitsland bij de Deutsche Sporthochschule Köln zijn diploma en trainde Arminia Hannover en Arminia Bielefeld. Zijn eerste Nederlandse profclub als trainer was Go Ahead Eagles in 1974 waar onder meer Bert van Marwijk een van de spelers was. Vervolgens werkte hij bij FC Groningen, AZ '67, Helmond Sport en Willem II. Daar beëindigde hij in 1985 zijn trainersloopbaan. Met Helmond Sport werd Notermans in 1982 kampioen van de Eerste divisie, het seizoen erop wist Helmond Sport zich onder zijn leiding te handhaven op het hoogste niveau. 
Notermans overleed op 84-jarige leeftijd aan de gevolgen van de ziekte van Alzheimer.

## Clubstatistieken
| Seizoen | Club           | Land      | Competitie            | Competitie | Competitie | Beker | Beker | Internationaal | Internationaal | Overig | Overig | Totaal | Totaal |
| Seizoen | Club           | Land      | Competitie            | Wed.       | Dlp.       | Wed.  | Dlp.  | Wed.           | Dlp.           | Wed.   | Dlp.   | Wed.   | Dlp.   |
| ------- | -------------- | --------- | --------------------- | ---------- | ---------- | ----- | ----- | -------------- | -------------- | ------ | ------ | ------ | ------ |
| 1948/49 | Sittardse Boys | Nederland | Eerste klasse Zuid II | 4          | 0          | –     | 0     | 0              | 0              | 0      | 0      | 4      | 0      |
| 1949/50 | Sittardse Boys | Nederland | Eerste klasse Zuid I  | 11         | 1          | –     | 0     | 0              | 0              | 0      | 0      | 11     | 1      |
| 1950/51 | Sittardia      | Nederland | Eerste klasse E       | 16         | 0          | –     | 0     | 0              | 0              | 0      | 0      | 16     | 0      |
| 1951/52 | Sittardia      | Nederland | Eerste klasse C       | 26         | 4          | –     | 0     | 0              | 0              | 0      | 0      | 26     | 4      |
| 1952/53 | Sittardia      | Nederland | Eerste klasse C       | 22         | 9          | –     | 0     | 0              | 0              | 0      | 0      | 22     | 9      |
| 1953/54 | Sittardia      | Nederland | Eerste klasse C       | 22         | 0          | –     | 0     | 0              | 0              | 0      | 0      | 22     | 0      |
| 1954/55 | Fortuna '54    | Nederland | NBVB (afgebroken)     | 10         | 1          | –     | –     | 0              | 0              | 0      | 0      | 10     | 1      |
| 1954/55 | Fortuna '54    | Nederland | Eerste klasse B       | 26         | 3          | –     | –     | 0              | 0              | 0      | 0      | 26     | 3      |
| 1955/56 | Fortuna '54    | Nederland | Hoofdklasse A         | 33         | 1          | –     | –     | 0              | 0              | 0      | 0      | 33     | 1      |
| 1956/57 | Fortuna '54    | Nederland | Eredivisie            | 33         | 1          | 6     | 0     | 0              | 0              | 0      | 0      | 39     | 1      |
| 1957/58 | Fortuna '54    | Nederland | Eredivisie            | 32         | 2          | 2     | 0     | 0              | 0              | 0      | 0      | 34     | 2      |
| 1958/59 | Fortuna '54    | Nederland | Eredivisie            | 33         | 0          | 3     | 0     | 0              | 0              | 0      | 0      | 36     | 0      |
| 1959/60 | Fortuna '54    | Nederland | Ere divisie           | 24         | 1          | –     | 0     | 0              | 0              | 0      | 0      | 24     | 1      |
| 1960/61 | Fortuna '54    | Nederland | Eredivisie            | 30         | 1          | 1     | 0     | 0              | 0              | 0      | 0      | 31     | 1      |
| 1961/62 | Fortuna '54    | Nederland | Eredivisie            | 34         | 1          | 1     | 0     | 0              | 0              | 0      | 0      | 35     | 1      |
| 1962/63 | Fortuna '54    | Nederland | Eredivisie            | 28         | 0          | 1     | 0     | 0              | 0              | 0      | 0      | 29     | 0      |
| 1963/64 | Fortuna '54    | Nederland | Eredivisie            | 16         | 2          | 4     | 0     | 0              | 0              | 0      | 0      | 20     | 2      |
| 1964/65 | Sittardia      | Nederland | Eredivisie            | 21         | 0          | 1     | 0     | 0              | 0              | 0      | 0      | 22     | 0      |
| 1965/66 | Sittardia      | Nederland | Eerste divisie        | 23         | 0          | 1     | 0     | 0              | 0              | 0      | 0      | 24     | 0      |
| Totaal  | Totaal         | Totaal    | Totaal                | 444        | 27         | 20    | 0     | 0              | 0              | 0      | 0      | 464    | 27     |

## Erelijst
Fortuna '54
| Nationaal  |    |                  |
| KNVB Beker | 2x | 1956/57, 1963/64 |

 Sittardia
| Nationaal      |    |         |
| Eerste divisie | 1x | 1965/66 |